# Ропнянська (станція)
Ропня́нська (біл. Рапня́нская) — проміжна залізнична станція Вітебського відділення Білоруської залізниці на лінії Полоцьк — Бігосово між станціями Полоцьк (8,9 км) та Баравуха (6,9 км). Розташована за 1,7 км на північний захід від села Ропна Полоцького району Вітебської області. За 1 км на південь від станції знаходиться залізнична станція Новополоцьк.

## Пасажирське сполучення
На станції Ропнянська зупиняються поїзди регіональних ліній економкласу сполученням Полоцьк — Бігосово.